# Newgrange

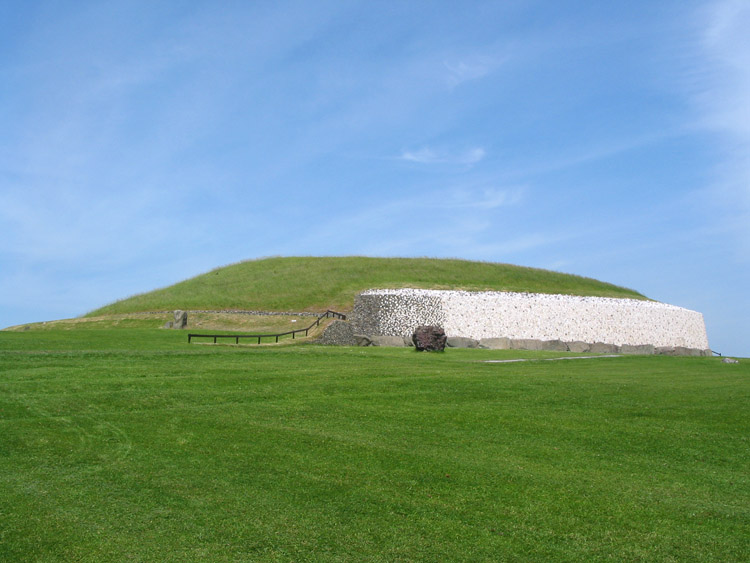
Newgrange

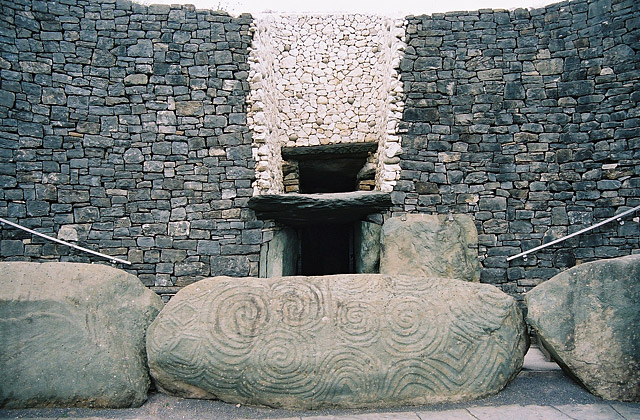

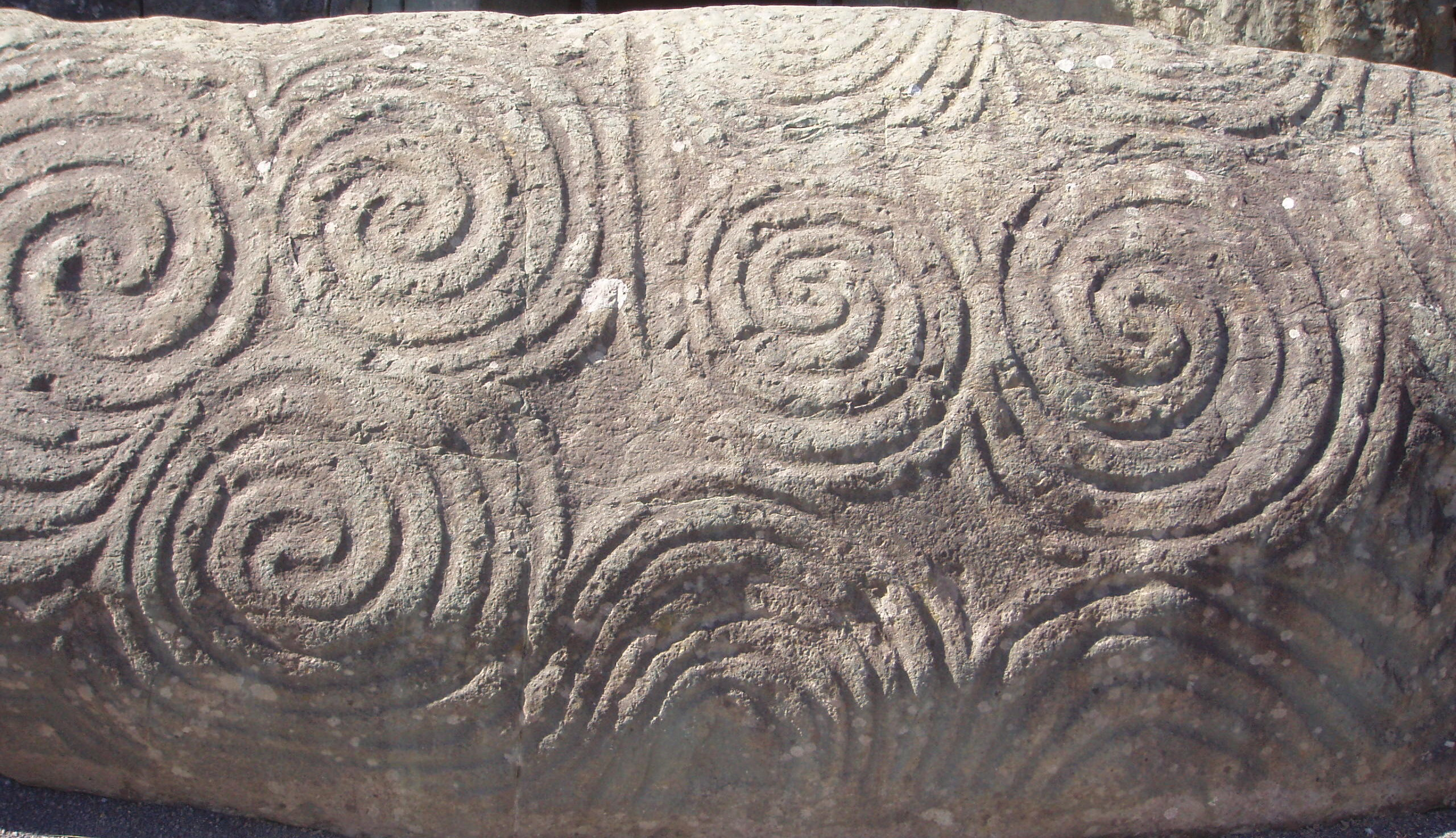

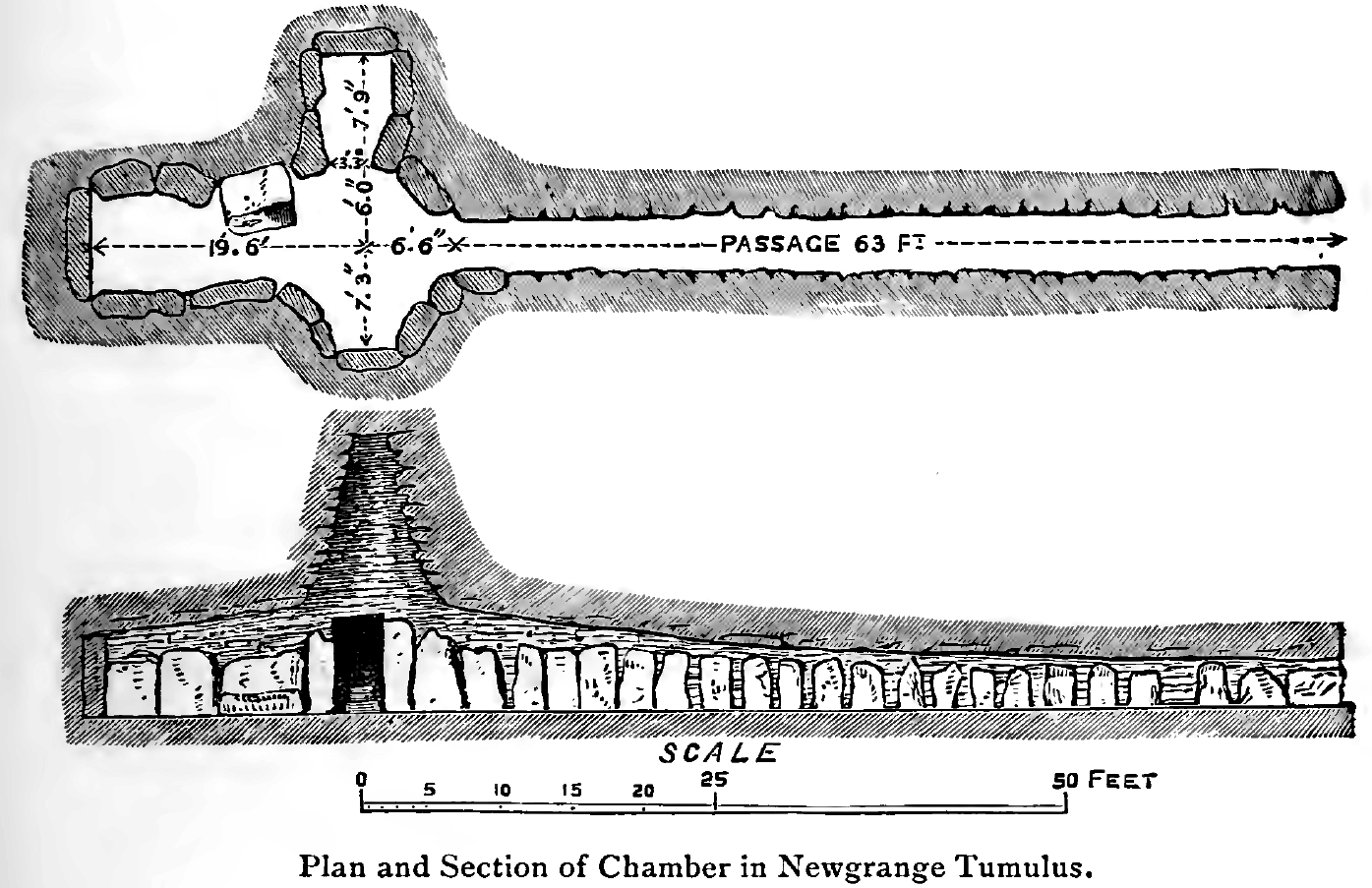

Newgrange (iriska: Brú na Bóinne, ungefär "kröken på (floden) Boyne") i grevskapet Meath är Irlands mest berömda förhistoriska fornlämning, en så kallad "Passage Tomb" som på svenska ofta översätts med begreppet gånggrift. Enligt de senaste dateringarna gjorda med kol-14-metoden uppfördes Newgrange ursprungligen 3200 f.Kr. vilket gör den sexhundra år äldre än pyramiden i Giza i Egypten och mer än ettusen år äldre än Stonehenge.
Newgrange låg bortglömt under lång tid innan gången in till kammaren återupptäcktes på 1600-talet. En omfattande restaurering företogs 1962-1975 under ledning av Brian O'Kelly vid universitet i Cork.
Newgrange består i dag av en väldigt stor jordkulle, placerad innanför två omgivande ringar av stora stenblock. Den yttre ringen är mycket gles medan den inre stenringen har 97 stenar tätt placerade intill varandra. På denna inre stenkrets finns en kallmurad och inåtlutande vägg bestående av vit kvarts. C14-dateringar från högen visar dock med all tydlighet att högen är från järnåldern och att det primärt bara fanns ett mindre röse inne i den inre stencirkeln. En drygt tjugo meter lång gång leder från stenkretsens kant in till en korsformad kammare. Tre bikammare i den korsformade kammaren innehåller stora stenskålar, vars funktion är okänd. Här har man även påträffat kremerade ben, men eftersom kremering är så gott som okänt i norra Europa vid denna tid är de troligen från järnåldern.
Vid vintersolståndet varje år lyser solen in genom gången ända fram till kammaren i upp till femton minuter. Detta arrangemang har inte tillkommit av en slump utan genom medveten planering. Överlag kan man notera att gången hos megalitgravarna i Europa har riktningar som tycks ha haft astronomisk koppling.
De yttre stenarna och flera stenar inuti gång och kammare pryds av inristade spiraler, romber och sicksackmönster. Ett trippelspiralmotiv, som förutom vid ingången också finns inne i kammaren, påminner om triskele-motiv från Isle of Man, Sicilien och gånggrifter på ön Anglesey i norra Wales.
Den befintliga anläggningen omgavs en gång i tiden av en yttre ring av stående stenar av vilka tolv återstår.
Kring Newgrange finns flera andra megalitgravar uppförda vid ungefär samma tid, av vilka Knowth och Dowth är de största. 1996 blev Newgrange tillsammans med dessa två gånggrifter uppsatta på Unescos världsarvslista.